# كاثرين كرانستون
كاثرين كرانستون (27 مايو 1849- 18 أبريل 1934)، معروفة على نطاق واسع باسم كيت كرانستون أو الآنسة كرانستون، كانت شخصية بارزة في تطوير بيت الشاي. تُذكر في الوقت الحاضر بشكل أساسي باعتبارها راعية رئيسة لأسلوب كل من تشارلز ريني ماكينتوش ومارجريت ماكدونالد في غلاسكو، اسكتلندا. يعيش اسم غرف شاي الآنسة كرانستون، في ذكريات غلاسكو في أوج أيامها.

## خلفية
كان والد كاثرين، جورج كرانستون، خبازًا وصانع معجنات، وأصبح في عام 1849، أي العام الذي ولدت فيه كاثرين، مالكًا لسكة حديد غلاسكو وإدنبرة، نُزُل تشوب هاوس اند كوميرشال لودجينغس في جورج سكوير 39، وسط مدينة غلاسكو. تغيّر اسم الفندق إلى رويال هورس، ثم أعيدت تسميته مرة أخرى في مايو من عام 1852 ليصبح كرانستون هوتيل اند داينينغ رومز، ويقدم:
«غرفة قهوة مريحة وغرف تدخين منفصلة في الطابق الأرضي، غرفة تجارية فسيحة وردهة، غرف نوم مريحة مع حمامات وما إلى ذلك. القهوة جاهزة دومًا. سيجار ونبيذ ومشروبات كحولية وجعة، صحف وجداول مواعيد ومواد كتابية. فاتورة منافِسة ومتنوعة وبالرسوم المعتدلة المعتادة».
أصبح شقيقها ستيورات، الأكبر منها بسنوات قليلة (1921-1848) تاجر شاي، ووفقًا لغلاسكو في عام 1901، كان «رائدًا في هذا المجال» أي في مجال «محال الشاي الأصيلة والبسيطة» وكان لديه بحلول عام 1901 ثلاث غرف شاي من هذا القبيل، لا تقدم شيئًا أكثر من شطيرة. إلا أن كيت ذهبت أبعد من ذلك في توفيرها لخدمة المرافق الاجتماعية.
كانت غلاسكو آنذاك كما المدن الأخرى في المملكة المتحدة، مركزًا لحركة الاعتدال التي سعت إلى إيجاد بديل عن الحانات المتمركزة حول الرجال. لطالما كان احتساء الشاي في السابق رفاهية للأثرياء، ولكن منذ ثمانينيات القرن التاسع عشر، رُوّج له كبديل عن المشروبات الكحولية، فافتُتحت العديد من المقاهي الجديدة ومحال القهوة التي تُعنى أكثر بالناس العاديين. ومع ذلك، لم تصبح غرف ومحال الشاي شعبية وعصرية حتى ثمانينيات القرن التاسع عشر.

## حياتها الشخصية
على الرغم من أن كيت كانت معروفة مهنيًا باسم «الآنسة كرانستون»، إلا أنها تزوجت من الرائد جون كوكرين، وهو مهندس وعميد مدينة بارهيد في عام 1892.
عاش الزوجان في فيلا شبه منفصلة في كارليبار رود في بارهيد. كلف جون المهندس المعماري ومصمم الديكور الداخلي جورج والتون، شقيق الفنان المعروف إدوارد آرثر والتون، إعادة تصميم الغرف الرئيسة كهدية زفاف لكاثرين. انتقل الزوجان بعد بضع سنوات إلى قصرٍ أكبر بكثير يدعى «هاوس هيل» في قرية نيت شيل القريبة. هذه المرة، كُلّف تشارلز ريني ماكينتوش بإعادة تصميم الديكور الداخلي في عام 1904، وأصبح المنزل بعد اكتماله معروفًا باسم هاوس هيل.
توفي جون في الستين من عمره في 22 أكتوبر من عام 1917 في مدينة بارهيد بعد مرضه لمدة قصيرة. انسحبت كيت من الحياة العامة، وباعت غرف الشاي وغيرها من المتاجر وقيل إنها ارتدت اللون الأسود بعد ذلك تخليدًا لذكرى زوجها الراحل. عندما توفيت كيت في عام 1934، وبما أنها لم تنجب أبناءً من زوجها، تركت ثلثي ممتلكاتها لفقراء غلاسكو. دُفنت كيت مع زوجها وعائلته في مقبرة نيلستن.

## غرف شاي الآنسة كرانستون
افتتحت الآنسة كيت كرانستون في عام 1878، أول غرفة شاي لها، باسم ذا كراون لانشين روم، في شارع آرغايل، غلاسكو. وضعت كيت معايير عالية للخدمة وجودة الطعام والنظافة، ويكمن الابتكار الذي قدمته، في نظرتها إلى الحاجة الاجتماعية لأكثر من مجرد مطعم أو «متجر شاي» بسيط، وفي إيلاء اهتمام مساوٍ لتوفير وسائل راحة مصممة بأحدث طراز. صممت أول غرفة شاي لها وفق أسلوب باروني معاصر. افتتحت كيت في 16 سبتمبر في عام 1886، غرفة الشاي خاصتها في شارع إنجرام، وفي عام 1888 كلفت جورج والتون بتصميم غرفة تدخين جديدة على طراز حركة الفنون والحرف في إحدى غرف الشاي الخاصة بها.